# 寺本新町
寺本新町（てらもとしんまち）は、愛知県知多市にある地名。現行行政地名は寺本新町1丁目及び寺本新町2丁目。

## 地理
知多市の北部に位置し、東に平野、南に清水が丘、他は八幡と接している。

## 歴史
- 2001年（平成13年）11月17日 - 土地区画整理事業の換地処分に伴い、八幡の一部の字を分離し、寺本新町を設置[1]。

## 世帯数と人口
2019年（令和元年）6月1日現在の世帯数と人口は以下の通りである。
| 町丁     | 世帯数  | 人口    |
| -------- | ------- | ------- |
| 寺本新町 | 503世帯 | 1,294人 |

### 人口の変遷
国勢調査による人口の推移
| 2010年（平成22年） | 1,218人 | [ 6 ] |  |
| 2015年（平成27年） | 1,279人 | [ 7 ] |  |

## 小・中学校の学区
市立小・中学校に通う場合、学区は以下の通りとなる。
| 番・番地等 | 小学校             | 中学校             |
| ---------- | ------------------ | ------------------ |
| 全域       | 知多市立八幡小学校 | 知多市立八幡中学校 |

## 交通
- 愛知県道24号知多東浦線

## 施設
- ココカラファイン 寺本店
- しまむら 知多店

## その他

### 日本郵便
- 郵便番号 : 478-0063[4]（集配局：知多郵便局[9]）。